# Selvogur
Selvogur est une localité d'Islande, située sur la côte au sud de Reykjavik dans la région de Suðurland.

## Historique
Selvogur est mentionnée dans la Saga des Sturlungar.
Au cours des années la population décline, en partie à cause de l'érosion qui diminue les activités agricoles. Le nombre d'habitants passe de 110 au début du XXe siècle à seulement 14 en 2015. Selvogur est resté isolée jusque dans les années 1970, l'électricité n'y était pas disponible jusque là. Autour de l'église on trouve des maisons en ruines. De nos jours on y trouve un camping et un café.

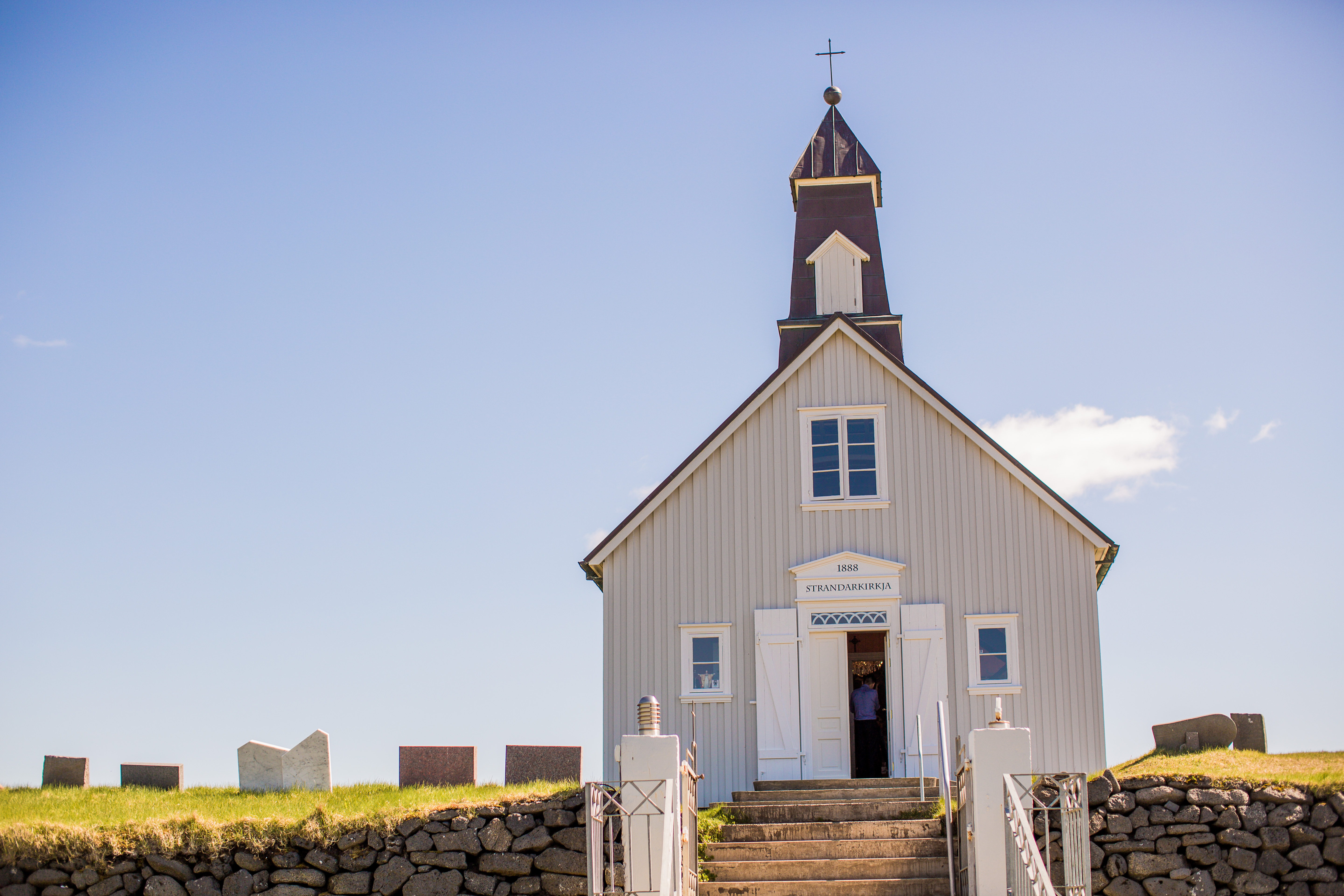
Église Strandarkirkja à Selvogur.